# Clásico Racing Club-San Lorenzo
El clásico Racing Club-San Lorenzo es un partido de fútbol que involucra a dos de los clubes más representativos de Argentina, el Racing Club y el Club Atlético San Lorenzo de Almagro. Aunque no son vistos como máximos rivales, este encuentro es clasificado como un clásico debido a que ambos equipos cumplen con el criterio de ser considerados «clubes grandes». Esta clasificación comenzó siendo utilizada por la prensa especializada, luego de que la Asociación del Fútbol Argentino (AFA) estableciera el sistema de voto proporcional en 1937.
A lo largo de historia se han enfrentado en partidos oficiales correspondientes a campeonatos de Primera División, copas nacionales (AFA) y copas internacionales organizadas por la Conmebol.  El primer encuentro oficial entre ambos ocurrió el 16 de mayo de 1915 por el torneo de máxima categoría, y terminó en victoria del Racing Club por 4 a 1. 
Entre ambos equipos, suman un total de 63 títulos (41 de Racing Club y 22 de San Lorenzo). Se trata del 10.º partido del fútbol argentino con mayor sumatoria de títulos. Además, los dos integran la galería de «clubes clásicos» que dispuso la Federación Internacional de Fútbol Asociación (FIFA) en 2012.
Actualmente, Racing Club posee una ventaja sobre San Lorenzo de 8 partidos de diferencia en el historial general, y de 4 en el historial liguero. En cuanto a enfrentamientos por copas, Racing tiene una ventaja sobre San Lorenzo de 4 partidos por copas nacionales y están empatados por copas internacionales, con una victoria para cada uno y dos empates.

## Historia
- El primer partido oficial entre ambos equipos se jugó el 16 de mayo de 1915 en el Estadio Ferro Carril Oeste (local: San Lorenzo), por la séptima fecha de la Primera División.  Aquel encuentro terminó en victoria del Racing Club por 4 a 1. El primer gol lo convirtió Clemente Comaschi para los de Avellaneda, siendo éste el primer gol en el clásico.[5]

- El segundo partido oficial entre ambos equipos se jugó el 9 de abril de 1916 en Alsina y Colón —Estadio Racing Club— (local: San Lorenzo), por la segunda fecha de la Primera División. Aquel encuentro terminó en victoria del Racing Club por 4 a 0.

- El primer partido entre ambos equipos en una copa nacional se jugó el 16 de septiembre de 1917 en Gaboto y Pinzón —Estadio River Plate—, por los cuartos de final de la Copa de Honor MCBA.  Aquel encuentro terminó en victoria del Racing Club por 3 a 1.[6]

- El primer partido profesional entre ambos equipos se jugó el 28 de junio de 1931 en el Gasómetro —Estadio San Lorenzo—, por la quinta fecha de la Primera División. Aquel encuentro terminó en victoria del San Lorenzo por 5 a 1.[7]

- El segundo partido profesional entre ambos equipos se jugó el 25 de octubre de 1931 en Alsina y Colón —Estadio Racing Club—, por la vigesimosegunda fecha de la Primera División (ese mismo campeonato). Aquel encuentro terminó en victoria del Racing Club por 5 a 0.
- La primera y única final entre ambos equipos se jugó el 26 de noviembre en Humboldt y Padilla —Estadio Chacarita Juniors—, por la Copa de Competencia (LAF). Aquel encuentro terminó en victoria del Racing Club por 4 a 0.[8]

- El primer enfrentamiento internacional entre ambos equipos se dio por los cuartos de final la Copa Mercosur 1988. El 29 de octubre se jugó la ida en el Estadio Pedro Bidegain, y terminó con un empate 0 a 0. El 4 de noviembre se jugó la vuelta en el Estadio Presidente Perón, y terminó con un empate 1 a 1. La serie se definió por penales y San Lorenzo pasó de ronda al imponerse 2 a 0 por esta vía.[9]

- La mayor racha de partidos invicto de este clásico la estableció Racing Club entre 1948 y 1958, estando 20 partidos seguidos sin conocer la derrota ante San Lorenzo (con 15 triunfos).[10]

- La mejor racha conseguida de partidos ganados de forma consecutiva, también es de «la Academia», que hilvanó un total de 8 partidos ganados seguidos entre 1915 y 1919.

## Estadísticas

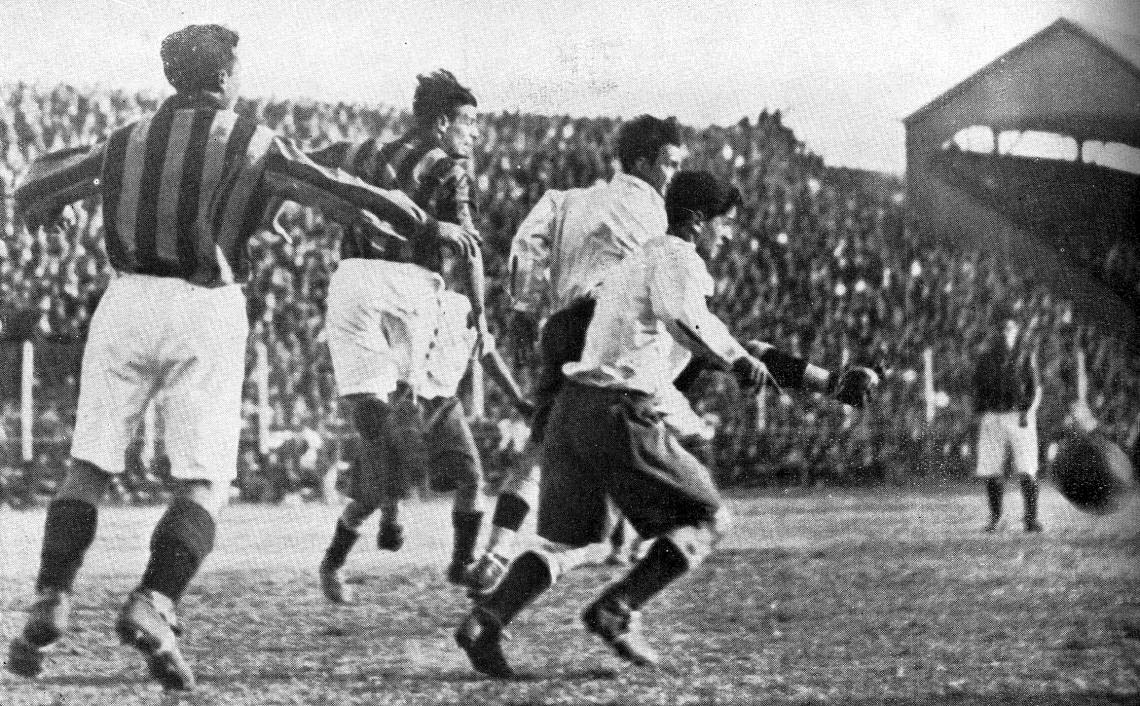
El clásico disputado en 1931, con una goleada Cuerva por 5 a 1.

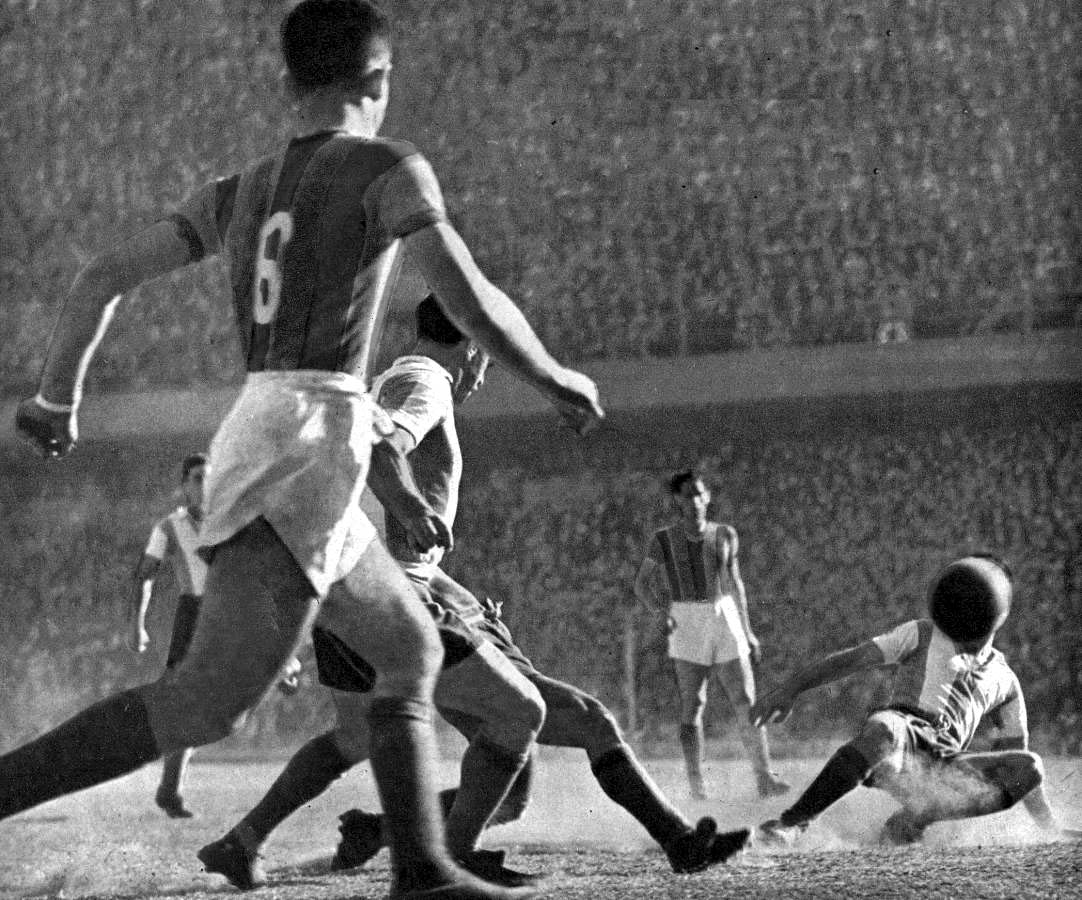
El clásico disputado en 1949, con una goleada Académica por 6 a 1.

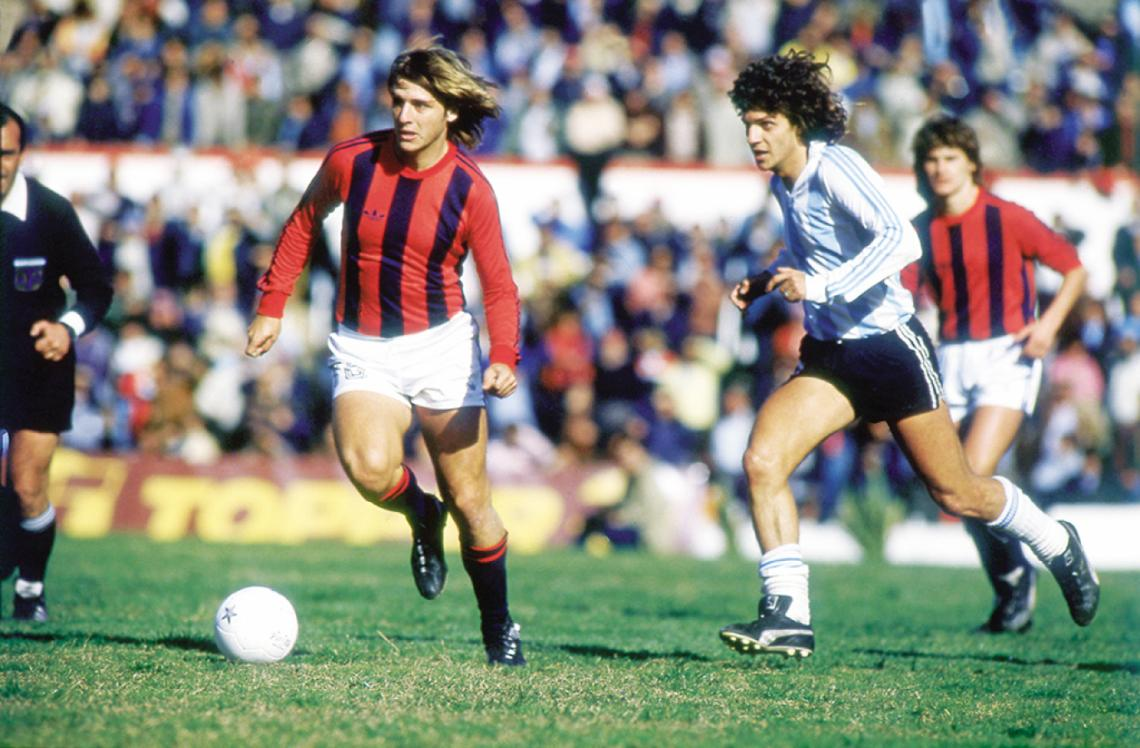
Los hermanos Jorge y Osvaldo Rinaldi enfrentados en 1983

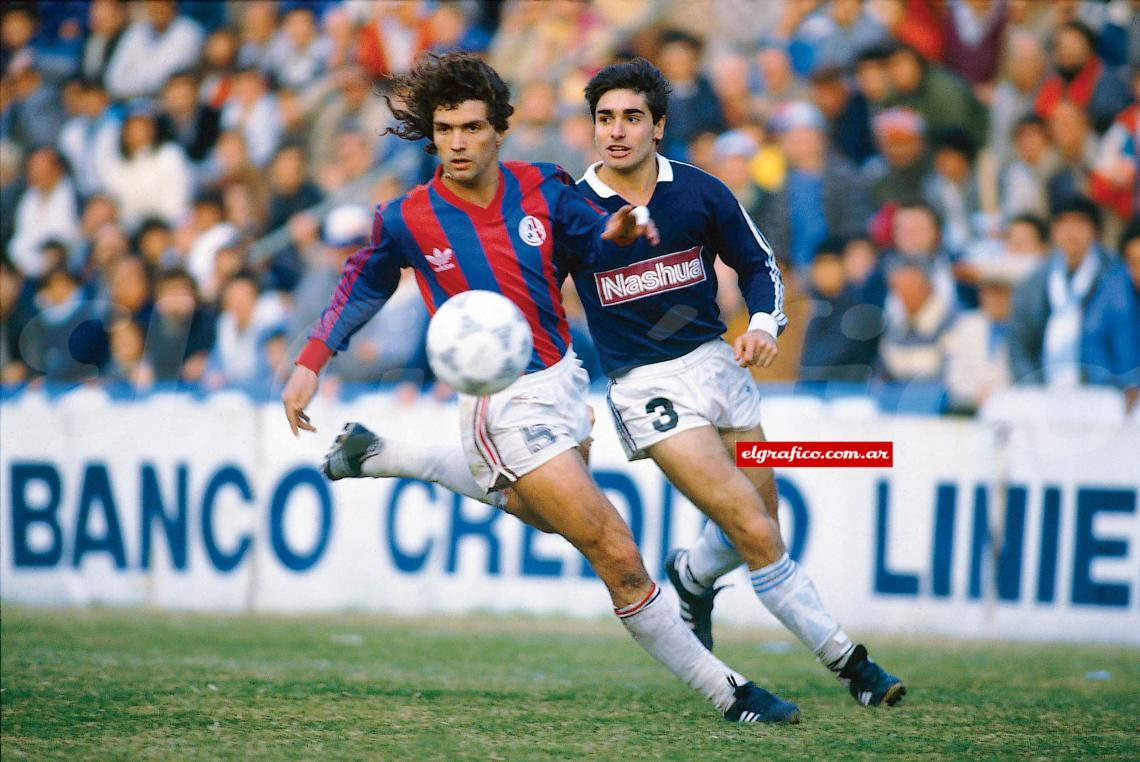
Giunta vs Olarán en 1987

### Enfrentamientos oficiales
Datos actualizados al 3 de marzo de 2025
- En total se disputaron 210 clásicos, con 82 victorias para Racing Club, 74 para San Lorenzo y 54 empates.[11]
- En campeonatos de Primera División, se midieron en 192 encuentros, con 73 victorias de Racing, 69 de San Lorenzo, y 50 empates.
- Por copas nacionales, se enfrentaron en 14 ocasiones, con 8 victorias para Racing Club, 4 para San Lorenzo, y 2 empates.
- Por copas internacionales, compitieron sólo en 4 ocasiones, con 1 victoria para Racing Club, 1 para San Lorenzo y 2 empates.

| Torneos disputados    | PJ  | GRC | E  | GSL | Goles RC | Goles SL |
| --------------------- | --- | --- | -- | --- | -------- | -------- |
| Primera División *    | 192 | 73  | 50 | 69  | 288      | 272      |
| Copas Nacionales      | 14  | 8   | 2  | 4   | 29       | 20       |
| Copas Internacionales | 4   | 1   | 2  | 1   | 4        | 4        |
| Total                 | 210 | 82  | 54 | 74  | 321      | 296      |

(*) Incluye todos los partidos de Primera División disputados desde 1915 a 2025.

(**) Racing Club y San Lorenzo nunca llegaron a enfrentarse en la Segunda División.

### Últimos 10 partidos
| Fecha                    | Torneo                           | Estadio     | Resultado   | Resultado | Resultado   |
| ------------------------ | -------------------------------- | ----------- | ----------- | --------- | ----------- |
| 22 de febrero de 2020    | Superliga 2019-20                | San Lorenzo | San Lorenzo | 0-1       | Racing Club |
| 9 de mayo de 2021        | Copa de la Liga Profesional 2021 | Racing Club | Racing Club | 2-0       | San Lorenzo |
| 13 de septiembre de 2021 | Campeonato 2021                  | San Lorenzo | San Lorenzo | 1-1       | Racing Club |
| 6 de mayo de 2022        | Copa de la Liga Profesional 2022 | San Lorenzo | San Lorenzo | 1-1       | Racing Club |
| 22 de agosto de 2022     | Campeonato 2022                  | Racing Club | Racing Club | 1-2       | San Lorenzo |
| 5 de julio de 2023       | Campeonato 2023                  | Racing Club | Racing Club | 1-1       | San Lorenzo |
| 16 de septiembre de 2023 | Copa de la Liga Profesional 2023 | San Lorenzo | San Lorenzo | 1-1       | Racing Club |
| 9 de febrero de 2024     | Copa de la Liga Profesional 2024 | Racing Club | Racing Club | 4-1       | San Lorenzo |
| 17 de noviembre de 2024  | Campeonato 2024                  | San Lorenzo | San Lorenzo | 1-2       | Racing Club |
| 3 de marzo de 2025       | Apertura 2025                    | San Lorenzo | San Lorenzo | 3-2       | Racing Club |

### Enfrentamientos amistosos
- En partidos amistosos se disputaron 51 clásicos, con 17 victorias para Racing Club, 12 para San Lorenzo y 7 empates.

| Partidos disputados | PJ | GRC | E | GSL |
| ------------------- | -- | --- | - | --- |
| Amistosos           | 51 | 17  | 7 | 12  |

## Eliminaciones directas por torneos oficiales

### Enfrentamientos de eliminación directa
Incluye todos los partidos de primera división disputados desde 1915 a 2024.
- Racing y San Lorenzo han disputado 9 cruces de eliminación directa (12 partidos), de los cuales 2 fueron en competiciones Conmebol y 7 por torneos AFA.
- La Academia eliminó a San Lorenzo en 4 ocasiones, mientras que los Cuervos hicieron lo propio en 5 oportunidades.

| # | Torneo                               | Ronda            | Estadio            | Local       | Resultado          | Visitante   | Goles (L)                            | Goles (V)                                    |
| - | ------------------------------------ | ---------------- | ------------------ | ----------- | ------------------ | ----------- | ------------------------------------ | -------------------------------------------- |
| 1 | Copa de Honor 1917                   | Semifinal        | Boca Juniors       | Racing Club | 3-1                | San Lorenzo | A. Marcovecchio (x2) y N. Vivaldi    | L. Gianella                                  |
| 2 | Copa de Competencia Jockey Club 1919 | 16.os de final   | San Lorenzo        | San Lorenzo | 4-2                | Racing Club | F. Nordalh y A. Lanterno             | A. Marcovecchio (x2) A. Ohaco y J. Perinetti |
| 3 | Copa de Competencia 1933             | Final            | Chacarita Juniors  | Racing Club | 4-0                | San Lorenzo | Fassora (x2), Pacheco y Conidares    |                                              |
| 4 | Copa Adrián C. Escobar 1941          | Cuartos de final | River Plate        | San Lorenzo | 4-0                | Racing Club | Martino, Zubieta, E.García y Alarcón |                                              |
| 5 | Copa Competencia Británica 1948      | Octavos de final | River Plate        | Racing Club | 2-5                | San Lorenzo | R. Bravo y N. Méndez                 | R. Martino (x4) A. Farro                     |
| 6 | Liguilla Pre-Libertadores 1988       | Final            | Racing Club        | Racing Club | 0-2                | San Lorenzo |                                      | O. Sánchez y R. Romano                       |
| 6 | Liguilla Pre-Libertadores 1988       | Final            | Vélez Sarsfield    | San Lorenzo | 0-1                | Racing Club |                                      | G. Costas                                    |
| 7 | Copa Mercosur 1998                   | Cuartos de final | San Lorenzo        | San Lorenzo | 0-0                | Racing Club |                                      |                                              |
| 7 | Copa Mercosur 1998                   | Cuartos de final | Racing Club        | San Lorenzo | 1-1 (penaltis 2-0) | Racing Club | Alberto Acosta                       | Marcelo Delgado                              |
| 8 | Copa Sudamericana 2002               | Cuartos de final | San Lorenzo        | San Lorenzo | 3-1                | Racing Club | Aldo Paredes, Alberto Acosta (x2)    | Sixto Peralta                                |
| 8 | Copa Sudamericana 2002               | Cuartos de final | Racing Club        | Racing Club | 2-0 (penaltis 3-4) | San Lorenzo | Diego Milito y Nicolás Pavlovich     |                                              |
| 9 | Copa Argentina 2015                  | Cuartos de final | Ciudad de La Plata | Racing Club | 2-1                | San Lorenzo | Luciano Aued y Gustavo Bou           | Martín Cauteruccio                           |

#### Estadísticas en enfrentamientos de eliminación directa
| Racing Club | 4 |
| San Lorenzo | 5 |
| Total       | 9 |

### Finales disputadas entre ambos
- En la historia del clásico disputaron dos finales, con una victoria para cada equipo.

| # | Torneo                         | Ronda | Estadio           | Local       | Resultado | Visitante   | Goles (L)                         | Goles (V)              |
| - | ------------------------------ | ----- | ----------------- | ----------- | --------- | ----------- | --------------------------------- | ---------------------- |
| 1 | Copa de Competencia 1933       | Final | Chacarita Juniors | Racing Club | 4-0       | San Lorenzo | Fassora (x2), Pacheco y Conidares |                        |
| 2 | Liguilla Pre-Libertadores 1988 | Final | Racing Club       | Racing Club | 0-2       | San Lorenzo |                                   | O. Sánchez y R. Romano |
| 2 | Liguilla Pre-Libertadores 1988 | Final | Vélez Sarsfield   | San Lorenzo | 0-1       | Racing Club |                                   | G. Costas              |

#### Estadísticas en finales disputadas
| Racing Club | 1 |
| San Lorenzo | 1 |
| Total       | 2 |

## Tablas comparativas entre los equipos

### Títulos oficiales
| Competiciones                       | Racing Club | San Lorenzo |
| Torneos internacionales             | 8           | 5           |
| ----------------------------------- | ----------- | ----------- |
| Copa Intercontinental               | 1           | 0           |
| Copa Libertadores de América        | 1           | 1           |
| Supercopa Sudamericana              | 1           | 0           |
| Copa Sudamericana                   | 1           | 1           |
| Recopa Sudamericana                 | 1           | 0           |
| Copa Mercosur                       | 0           | 1           |
| Copa Dr. Ricardo C. Aldao           | 2           | 1           |
| Copa de Honor Cusenier              | 1           | 0           |
| Copa Campeonato del Río de la Plata | 0           | 1           |
| Campeonatos de Primera División     | 18          | 15          |
| Copas Nacionales                    | 15          | 2           |
| Títulos Totales                     | 41          | 22          |

### Títulos por década
| Décadas   | Racing Club | San Lorenzo |
| --------- | ----------- | ----------- |
| 1910-1919 | 19          | 0           |
| 1920-1929 | 2           | 5           |
| 1930-1939 | 2           | 2           |
| 1940-1949 | 2           | 2           |
| 1950-1959 | 3           | 1           |
| 1960-1969 | 4           | 1           |
| 1970-1979 | 0           | 3           |
| 1980-1989 | 1           | 0           |
| 1990-1999 | 0           | 1           |
| 2000-2009 | 1           | 4           |
| 2010-2019 | 3           | 3           |
| 2020-2029 | 4           | 0           |

### Datos comparativos
|                                             | Racing Club                                       | San Lorenzo                          |
| ------------------------------------------- | ------------------------------------------------- | ------------------------------------ |
| Fecha de fundación                          | 25 de marzo de 1903                               | 1 de abril de 1908                   |
| Cantidad de socios                          | 86 289                                            | 89 717                               |
| Estadio (capacidad)                         | Presidente Perón (55 880 espectadores)            | Pedro Bidegain (47 964 espectadores) |
| Títulos en la Primera División              | 18                                                | 15                                   |
| Récord en la Primera División               | Heptacampeón (histórico) Tricampeón (profesional) | Bicampeón                            |
| Copas nacionales                            | 15                                                | 2                                    |
| Títulos internacionales                     | 5                                                 | 3                                    |
| Títulos rioplatenses                        | 3                                                 | 2                                    |
| Títulos en la Segunda División              | 2                                                 | 1                                    |
| Clasificación histórica en Primera División | 5.º puesto (4.729 puntos)                         | 3.º puesto (4.914 puntos)            |
| Ranking Conmebol                            | 12                                                | 32                                   |
| Promedio de venta de entradas AFA           | 3.º puesto (10.518 entradas)                      | 4.º puesto (10.449 entradas)         |
| Torneos internacionales disputados          | 45                                                | 42                                   |
| Torneos nacionales disputados               | 76                                                | 51                                   |
| Temporadas en Primera División              | 113                                               | 110                                  |
| Temporadas en otras divisiones              | 7                                                 | 2                                    |
| Descensos                                   | 1983                                              | 1981                                 |
| Goleadores en Primera División              | 18                                                | 17                                   |

## Jugadores que militaron en ambos clubes
|                |
| Sebastián Saja |

|                   |
| Gonzalo Bergessio |

|                |
| Ignacio Piatti |

|              |
| Óscar Romero |

|               |
| Gabriel Rojas |

Algunos jugadores que vistieron ambas camisetas fueron: Sebastián Saja, Gustavo Campagnuolo, Gastón Fernández, Alejandro Donatti, Gonzalo Bergessio, Gabriel Rojas, José Chatruc, Toti Iglesias, Óscar Romero, Gabriel Loeschbor, Germán Voboril, Juan Ramón  Fleita, Rubén Osvaldo Díaz, Pablo Michelini, Fernando Ortiz, Mario Alberto Rizzi, Roberto Monserrat, José Fabián Albornoz, Norberto Ortega Sánchez, Mario Chaldú, Rubén Oscar Glaría, Carlos Gay, Celso Esquivel, Diego Capria, Jorge Borelli, Arturo Naón, Juan Manuel Torres, Ignacio Piatti, Pablo Alvarado, Carlos Netto, Alejandro Simionato, Luis Alberto Carranza, Raúl Estévez, Víctor Marchetti, Alfredo Letanú, Esteban Pogany, Carlos Cordone, Guillermo Rivarola, Mario Videla, Cristian Ledesma, Pablo Migliore, Sergio Óscar Luna, Darío Botinelli, Valentín Viola, Héctor Fértoli, Nicolás Reniero, Agustín Orión, Gastón Campi, Gastón Gómez y Alexis Cuello, entre otros.

## Entrenadores que dirigieron los dos clubes
|                   |
| Guillermo Stábile |

|                |
| Pedro Dellacha |

|              |
| Alfio Basile |

|               |
| Diego Simeone |

|                    |
| Juan Antonio Pizzi |

Algunos de los entrenadores que dirigieron ambos clubes fueron: Alfio Basile, Diego Simeone, Guillermo Stabile, Rogelio Domínguez, Pedro Dellacha, Ricardo Caruso Lombardi, Rubén Osvaldo Díaz, Oscar López, Osvaldo Zubeldía, Jorge Castelli, Juan Carlos Lorenzo, Alberto Fanesi, Juan Antonio Pizzi y Miguel Ángel Russo, por nombrar algunos exponentes.